# Amtsgericht Gunzenhausen
Das Amtsgericht Gunzenhausen war von 1879 bis 1973 ein Gericht der ordentlichen Gerichtsbarkeit in Gunzenhausen in Bayern.

## Geschichte
Im Jahre 1808 wurde im Verlauf der Verwaltungsneugliederung Bayerns ein Landgericht (älterer Ordnung) in Gunzenhausen errichtet. Mit Inkrafttreten des Gerichtsverfassungsgesetzes am 1. Oktober 1879 wurde aus diesem ein Amtsgericht in Gunzenhausen gebildet, dessen Sprengel identisch mit dem des vorhergehenden Landgerichts Gunzenhausen war. Mit Wirkung vom 1. Januar 1970 wurden der Bezirk des ehemaligen Amtsgerichts Wassertrüdingen vom Amtsgericht Gunzenhausen abgetrennt und dem Amtsgericht Dinkelsbühl zugelegt. Das Amtsgericht Gunzenhausen bestand bis zum 30. Juni 1973. Anschließend bestand in Gunzenhausen noch eine Zweigstelle des Amtsgerichts Weißenburg i. Bay., die 1975 aufgehoben wurde.